# СВаРЗ-6235.00
СВаРЗ-6235.00 — российский односекционный полунизкопольный двухосный троллейбус большого класса на базе автобуса МАЗ-103, серийно выпускавшийся с 2008 по 2012 год на Сокольническом вагоноремонтном заводе (СВаРЗ) в Москве.

## Описание
Троллейбусы изготовлялись из машинокомплектов МАЗ-103Т, производившихся Минским автомобильным заводом, и отличались от исходной модели асинхронным тяговым приводом ПТАД-202М-180 производства ООО «Чергос» и возможностью автономного хода на расстояние до 500 метров со скоростью до 20-30 км/ч.
Внешним отличием от исходной модели является дизайн торцов кузова, идентичный рестайлинговым автобусам семейства МАЗ-103. В задней части салона вместо шахты двигателя установлены дополнительно четыре сиденья, как и у обычного МАЗ-103Т.
C 2011 года троллейбусы данной модели оснащались новой приборной панелью и пневматическими штангоуловителями, машины поставки 2012 года — системой кондиционирования салона.
Последний троллейбус этой модели был выпущен в 2012 году в кузове автобуса МАЗ-203. Снят с производства из-за отсутствия заказов.
Эксплуатировались в Москве. После ликвидации троллейбусного движения в Москве в августе 2020 года троллейбусы были переданы в Нижний Новгород, Дзержинск, Томск (17 единиц), Балаково (20 единиц) и Ижевск.
|      | 2008 | 2009 | 2010 | 2011 | 2012 |
| ---- | ---- | ---- | ---- | ---- | ---- |
| 1 ТП | 0    | 0    | 0    | 4    | 0    |
| 2 ТП | 0    | 0    | 0    | 4    | 0    |
| ФАТП | 0    | 0    | 10   | 5    | 10   |
| 6 ТП | 0    | 0    | 0    | 5    | 0    |
| 7 ТП | 0    | 0    | 0    | 2    | 0    |
| 8 ТП | 1    | 6    | 14   | 11   | 28   |